# Fort aan de Nieuwe Meer
Het Fort aan de Nieuwe Meer was een vestingwerk langs de ringvaart van de Haarlemmermeer bij Sloten aan de Nieuwe Meer, om Amsterdam te kunnen beschermen na de droogmaking van de Haarlemmermeer.
De posten van Krayenhoff dienden door de droogmaking aangevuld te worden met extra forten. Er werd begonnen met de aanleg van het Fort aan het Schiphol, Fort aan de Liede, Fort bij Heemstede en Fort aan de Nieuwe Meer. De forten Fort aan het Schiphol en Fort aan de Liede werden voorzien van een torenfort. Tussen deze forten zou een inundatiedijk worden aangelegd zodat het meest noordelijke deel van de Haarlemmermeer onder water gezet kon worden en de accessen met de vier forten verdedigd konden worden. 
De torenforten waren militair echter al snel achterhaald en bovendien verzakte de fundering. Besloten werd daarom om de forten aan de Nieuwe Meer en bij Heemstede niet te voorzien van torenforten maar als aarden batterijen uit te voeren.

## Magazijncomplex

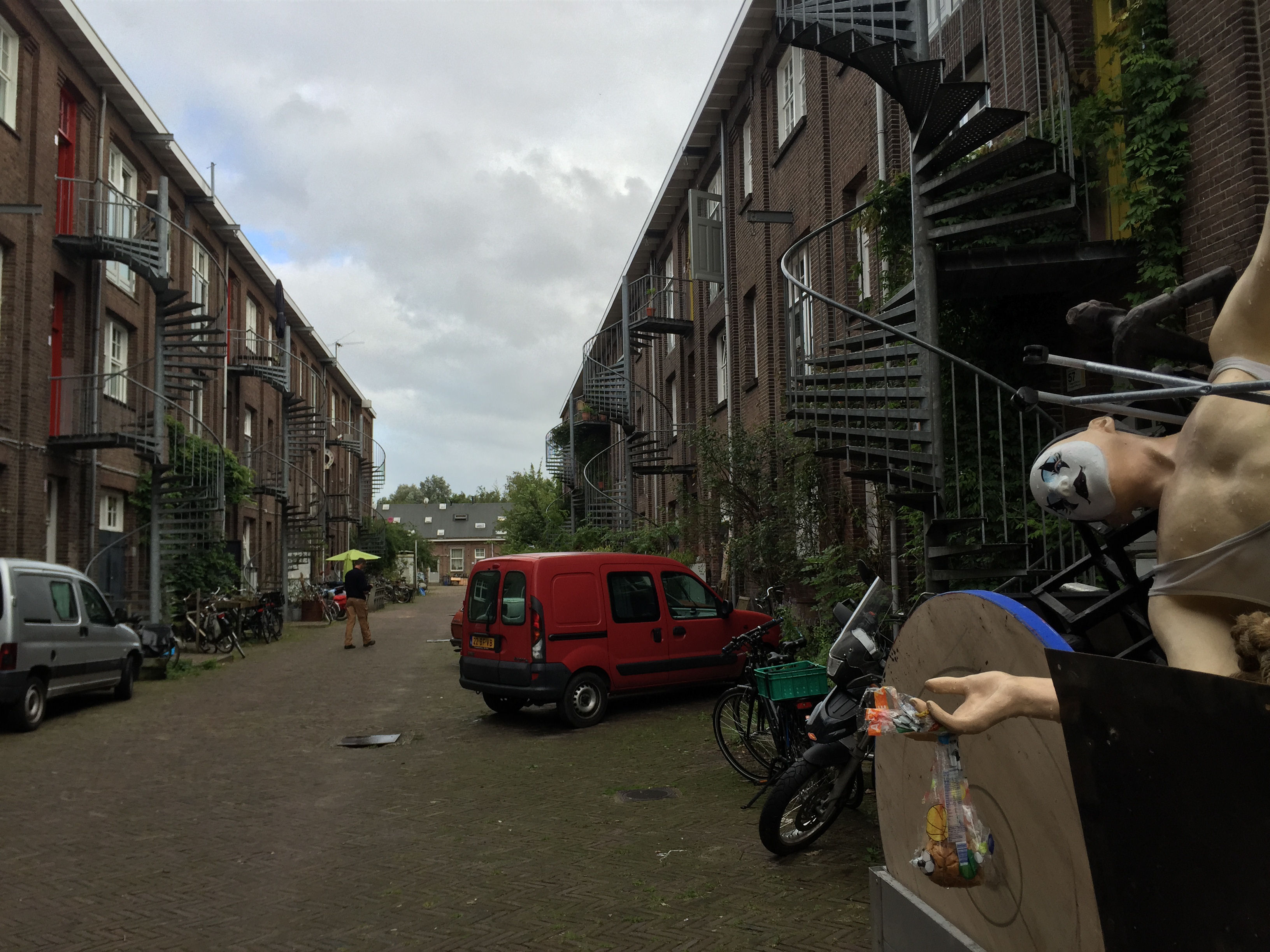
De middenstraat van het complex Nieuw en Meer. September 2015

Door de wapenontwikkeling werd besloten de vesting rond Amsterdam groter te maken. Het fort kwam daardoor binnen de Stelling van Amsterdam te liggen en kreeg een ondersteunende functie. Er werd een magazijncomplex gebouwd voor de opslag van munitie dat ingezet kon worden bij de mobilisatie. Het magazijn is in de jaren tachtig gekraakt en nu een creatieve broedplaats Nieuw en Meer.

## Militaire drinkwatervoorziening
Even naast het fort werden succesvol proefboringen gedaan naar drinkwater om een noodwatervoorziening te hebben binnen de stelling en werd de Militaire Drinkwatervoorziening Nieuwe Meer aangelegd.